# Lestes concinnus
Lestes concinnus är en trollsländeart som beskrevs av Hagen in Selys 1862. Lestes concinnus ingår i släktet Lestes och familjen glansflicksländor. IUCN kategoriserar arten globalt som livskraftig. Inga underarter finns listade i Catalogue of Life.

## Bildgalleri

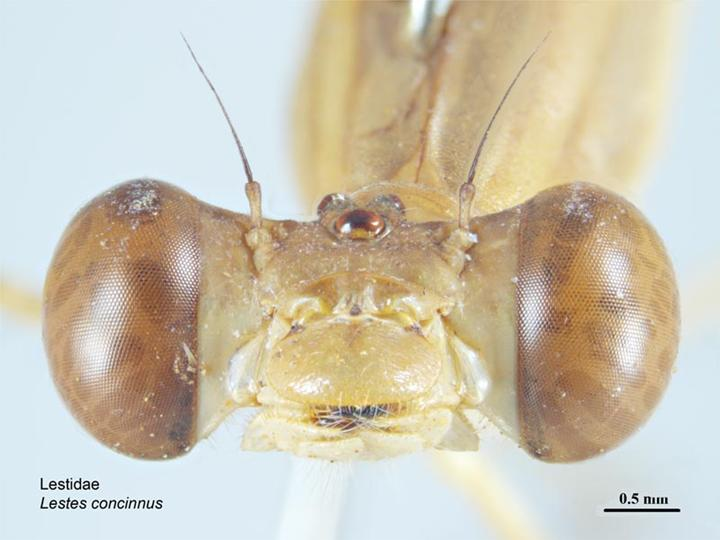
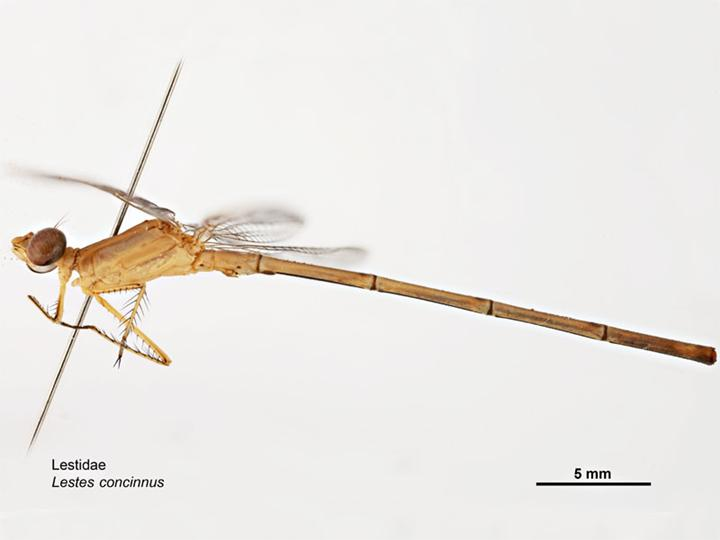